# Vicente Sasot
Vicente Sasot Fraucà (* 21. Januar 1918 in Peñalba, Huesca; † 12. April 1985 in Barcelona), katalanisch Vicenç Sasot, war ein spanischer Fußballspieler und -trainer.

## Karriere
Im Jahr 1935 spielte er für einen Klub aus Sant Cugat. Nach dem Ende des Spanischen Bürgerkriegs 1939 schloss er sich Real Valladolid an. In der Saison 1943/44 spielte der Abwehrspieler mit CE Sabadell erstmals in der ersten spanischen Liga. Sein erstes Spiel in der Primera División absolvierte er am 1. Spieltag dieser Saison bei der 2:5-Niederlage gegen den FC Sevilla. In dieser Saison bestritt er noch zwei weitere Ligaspiele, gleichzeitig auch seine letzten Erstligaeinsätze. Seine Karriere beendete er schließlich bei UE Sants.
Anschließend an seine Spielerkarriere begann seine Trainertätigkeit, unter anderem coachte er zu Beginn UE Sants, UE Lleida, FC Reus und die katalanische Fußballauswahl.
Außerdem war er 13 Jahre lang beim FC Barcelona als Trainer tätig. Dort trainierte er zunächst die verschiedenen Jugendmannschaften, bis er in der Saison 1964/65 Cheftrainer der ersten Mannschaft wurde. Barcelona hatte am 5. Spieltag dieser Saison mit 1:5 gegen UD Levante verloren und rangierte damit auf Platz 10 der Tabelle, als Konsequenz wurde César Rodríguez entlassen und Sasot wurde der neue Trainer. Sasot konnte Barcelona in dieser Saison nur noch auf einen sechsten Platz führen. Enttäuschend war auch das frühe Ausscheiden in der dritten Runde des Messestädte-Pokals 1964/65, das kurios zu Stande kam: nachdem Barça in dieser Runde gegen Racing Straßburg zunächst zweimal Unentschieden spielte, musste ein Entscheidungsspiel her, da aber auch dort kein Sieger ermittelt werden konnte, musste der Münzwurf her.
Nach dieser Saison fand der FC Barcelona in Roque Olsen einen neuen Cheftrainer, Sasot blieb zunächst sein Co-Trainer.
In der Saison 1968/69 trainierte er bis Februar 1969 RCD Mallorca, die in dieser Saison in die erste Liga aufstiegen.
In seiner späteren Trainerkarriere war er außerdem zweimal beim FC Girona angestellt.